# The Last of the Hargroves
The Last of the Hargroves (o The Last of the Hargraves) è un cortometraggio muto del 1914 diretto da John H. Collins.

## Produzione
Il film fu prodotto dalla Edison Manufacturing Company.

## Distribuzione
Distribuito dalla General Film Company, il film - un cortometraggio in una bobina - uscì nelle sale cinematografiche degli Stati Uniti il 28 novembre 1914.